# Jan Chinšun
Jan Chinšun (rusky Ян Хиншун; čínsky v českém přepisu Jang Sing-šun, pchin-jinem Yáng Xìngshùn, znaky 杨兴顺, 1904–1989) byl sovětský sinolog, překladatel z čínštiny a historik filozofie čínského původu.

## Životopis
V roce 1933 dokončil studia na Komunistické univerzitě učitelů společenských věd. V červnu 1948 obhájil kandidátskou disertační práci na téma Filozofické učení Tao Te ťingu (rusky Философское учение Дао-Дэ-цзина). V roce 1967 získal hodnost doktora filosofických věd obhajobou dizertační práce Materialistické myšlení ve staré Číně (rusky Материалистическая мысль в древнем Китае). Od roku 1948 působil jako vědecký pracovník Filozofického ústavu Akademie věd SSSR a zabýval se historií čínské filozofie.

## Překlady do češtiny
- JAN, Chin-šun. Staročínský filosof Lao-C' a jeho učení. Překlad Ema Bayerleová. 1. vyd. Praha: Státní nakladatelství politické literatury, 1954. 132 s.
- JAN, Chinšun. Vznik a vývoj filosofického myšlení ve staré Číně. In: JOVČUK, M. T.; OJZERMAN, T. I.; ŠČIPANOV, I. J. Dějiny filosofie. 2., přepracované vyd. Praha: Svoboda, 1976. S. 33–38.
- JAN, Chinšun. Boj materialismu s idealismem v Číně v období feudalismu. In: JOVČUK, M. T.; OJZERMAN, T. I.; ŠČIPANOV, I. J. Dějiny filosofie. 2., přepracované vyd. Praha: Svoboda, 1976. S. 86–91.
- JAN, Chinšun. Revolučně demokratičtí myslitelé v Číně XIX. století. Sunjatsen. In: JOVČUK, M. T.; OJZERMAN, T. I.; ŠČIPANOV, I. J. Dějiny filosofie. 2., přepracované vyd. Praha: Svoboda, 1976. S. 374–376.